# 中曽根康隆
中曽根 康隆（なかそね やすたか、1982年〈昭和57年〉1月19日 - ）は、日本の政治家。自由民主党所属の衆議院議員（3期）、自由民主党青年局長。
元防衛大臣政務官兼内閣府大臣政務官。
父は外務大臣や自民党参議院会長などを務めた中曽根弘文。祖父は内閣総理大臣（第71 - 73代）を務めた中曽根康弘。

## 経歴
東京都出身。松濤幼稚園、慶應義塾幼稚舎、慶應義塾普通部、慶應義塾高等学校、慶應義塾大学法学部法律学科卒業。大学在学中は国際政治のゼミに入り、ハーバード大学の国際政治学者であるジョセフ・ナイのソフト・パワー戦略に興味を持っていた。
その後コロンビア大学国際公共政策大学院へ進学し、国際関係学修士号を取得。JPモルガン証券勤務を経て、参議院議員を務める父・弘文の事務所で2013年（平成25年）から私設秘書として働く。父・弘文の事務所は群馬県前橋市の前橋駅近くに存在する。
2017年（平成29年）8月末に秘書を辞職。
同年9月21日、群馬県庁で記者会見を開き、第48回衆院選に群馬1区から自民党の公認を得て出馬する意向を表明した。中曽根は会見で「不退転の覚悟」を強調したが、群馬1区の公認が得られなかった場合に無所属で1区から出馬することの明言は避けた。会見翌日の9月22日、自由民主党前橋支部に公認申請書を提出した。
同年9月26日、自民党群馬県連は尾身朝子（比例北関東ブロック選出）を群馬1区での公認候補として党本部に推薦した。県連は昨春に尾身の群馬1区公認を党本部に推薦することをすでに決定していた。
同年9月28日、自民党本部は1次公認リストを発表し、群馬1区で尾身朝子を正式に公認した。中曽根は群馬1区の公認から漏れた。
同年10月5日、自民党本部や県連からの要請を受け入れ、自民党から比例北関東ブロック単独で出馬することが決まった。中曽根は第48回衆院選では小選挙区の尾身を支援する方針を示した。
2017年の第48回衆議院議員総選挙には自民党から比例北関東ブロック単独で出馬し初当選（比例名簿順位は単独30位）。
同年10月26日、祖父の中曽根康弘が中心となって立ち上げた旧中曽根派の流れを汲む派閥である志帥会（通称二階派）に入会した。

2020年10月3日、前橋市内で会合を開き、各市町村の40個の康隆後援会を統轄する連合後援会を発足させた。この会合で康隆は次期衆院選に自民党公認で群馬1区から出馬することを目指すと表明した。この会合に来賓で訪れた総務相・武田良太は中曽根陣営への激励の言葉を述べた。会合後、報道陣に1区の公認が得られなかった場合に無所属で出馬することについては「今は考えていない」と述べた。
2021年10月15日、自民党本部は第49回衆院選の2次公認候補を発表した。中曽根は2次公認で群馬1区の公認が正式に決まった。一方、尾身は比例北関東ブロック単独での公認が決まった。
2021年の第49回衆議院議員総選挙には自民党公認で群馬1区から出馬し再選。
同年11月11日、第2次岸田内閣にて防衛大臣政務官兼内閣府大臣政務官に就任。
2023年10月、自由民主党青年局長代理に就任。
2024年3月、自由民主党青年局長代理を辞任。
2024年10月の第50回衆議院議員総選挙には自民党公認で群馬1区から出馬し3選。同年11月15日、第56代自由民主党青年局長に就任。

## 政策・主張

### 外交・安保
- 安全保障関連法の成立を評価する[39]。
- 安倍内閣による北朝鮮問題への取り組みを評価する[39]。
- 非核三原則を堅持すべき[39]。
- 日本の防衛力はもっと強化すべき[39]。
- 「危機のときのアメリカによる協力を確実にするため、日米安保体制をもっと強化すべきだ」という意見に賛成[40]。
- 「日本にとって中国はパートナーである」という意見よりも「日本にとって中国は脅威である」という意見に賛成[40]。
- 北朝鮮に対しては対話よりも圧力を優先すべきだ[39]。
- 憲法改正に賛成。改正すべき項目に、戦争放棄と自衛隊・緊急事態条項を挙げる[39]。
- 共謀罪法を評価する[39]。

- 2020年6月、新型コロナウイルス感染症の流行期、自民党外交部会で副部会長を務める中曽根は菅義偉官房長官を訪ね、「台湾は感染収束に成功している」として台湾との人的往来の早期再開を要望した[41]。
- 2020年7月28日、自民党外交部会で副部会長を務める中曽根らは「外交力の一層」の強化を求める決議書を茂木敏充外相に提出した[42]。

### 経済・財政
- アベノミクスを評価する[39]。
- 消費増税の先送りを評価[39]。
- 長期的に消費税率を10％よりも高くすることにどちらかと言えば賛成[39]。
- 「当面は財政再建のために歳出を抑えるのではなく、景気対策のために財政出動を行うべきだ」という意見にどちらかと言えば賛成（2021年）[40]。
- 「財政赤字は危機的水準であるので、国債発行を抑制すべきだ」という意見にどちらかと言えば賛成[39]。
- 消費税10%に賛成。増えるべき税収の使いみちは、幼児教育の無償化や高等教育の負担軽減[39]。
- 原子力規制委員会の審査に合格した原子力発電所の運転再開にどちらかと言えば賛成[39]。
- 「将来も原子力発電は電力源のひとつとして保つべきだ」という意見にどちらかと言えば賛成[39]。

### その他
- 安倍内閣による森友学園問題・加計学園問題への対応をどちらかと言えば評価する[39]。
- 幼稚園・保育所から大学まで教育を無償化すべきだ[39]。
- 被選挙権を得られる年齢を引き下げるべきだ[39]。
- 首相には靖国神社に参拝してほしい[39]。
- 選択的夫婦別姓制度の導入に反対[39]。2021年のアンケートではやや反対[43][40]。
- 同性婚を法律に明記することにやや反対[43][40]。
- ひとり親家庭やDINKsなど家族の形は多様でよい[39]。

- 2021年5月、自民党教育再生調査会のプロジェクトチームで事務局長を務める中曽根らは萩生田光一文科相に「教育のデジタル化に向けた環境整備や人材育成」の必要性を訴える提言書を提出した[44]。

## 不祥事・騒動

### 自民党青年局の過激ダンスショーに参加
2024年3月8日、和歌山市で2023年11月に行われた自由民主党青年局の近畿ブロック会議後の懇親会で、下着のような衣装の女性がダンスショーをする過激な演出があったことが発覚した。同日、会に参加した青年局長の藤原崇と青年局長代理の中曽根は党に役職辞任届を提出し、受理された。

### 群馬1区の公認問題
2014年（平成26年）12月の第47回衆議院議員総選挙を巡り、自由民主党群馬県連内で群馬1区の公認候補として、前職の佐田玄一郎を退け康隆を推す動きが存在したが、参議院議員の山本一太（群馬県選挙区選出、現群馬県知事）は「同一県内に親子が国会議員になってはいけない」などとブログで批判し、康隆もブログで反論するなど応酬があった。
2020年7月22日、現群馬1区支部長の尾身が前橋市内で集会を開き、そこに参加した細田派の下村博文は集会後、記者に対して「尾身さんが1区で勝つための具体的なお願いを皆さんに話した」と発言し、1区公認問題については、現1区支部長の尾身が公認される可能性が高いと話しつつ公認のお墨付きは誰も与えられないとも語った。この尾身の動きに対して中曽根は、自民党公認候補となれるように引き続き仲間とともに活動していくと語った。
同年12月17日の朝日新聞は、自民党内の情勢調査で中曽根康隆が尾身朝子よりダブルスコア近く優勢となったデータも存在することを報じた。
2021年3月23日、自民党幹事長の二階俊博は記者会見で、次期衆院選小選挙区での公認決定には党員獲得状況を考慮すると発表した。この時点で、中曽根は2度、年間党員獲得ランキングでトップ10入りを果たしていた。
同年4月21日には読売新聞によって、中曽根・尾身両陣営とも公認を一歩も譲らない考えを示したことが報じられた。また、前回衆院選では自民党群馬県連が尾身の群馬1区公認を党本部に推薦したが、次期衆院選では群馬1区公認については党本部に一任するしかないとの意見も存在することが報道された。
2021年7月17日、前橋市で康隆後援会の会合が開かれ、二階俊博幹事長や林幹雄副幹事長も出席した。林は党本部では群馬１区の公認については「まだテーブルの上にも載っていない」と話した。また、党本部が実施する情勢調査で尾身に対して15ポイント以上差をつけることが重要だと述べた。毎日新聞は、自民党関係者が2021年2月に行った世論調査では中曽根の支持率が尾身を大きく上回っていたことを報じた。
同年9月3日に菅義偉が次期総裁選への不出馬を表明したことを受けて上毛新聞は中曽根に取材を行った。中曽根は群馬1区の公認を目指す方針に変わりはないと語った。また、群馬1区の公認が得られなかった場合については「仲間と一緒に選択肢を考えたい」と述べた。
同年10月2日、中曽根・尾身両名は自民党前橋支部長の中沢丈一県議に公認申請書を提出した。
同年10月4日、自民党前橋支部は群馬1区の公認候補の選出を党本部に一任することを決定した。
同年10月7日、自民党群馬県連は選挙対策委員会で群馬1区の公認候補選出を党本部に一任することを決定した。
同年10月11日、自民党本部は1次公認として計295人の擁立を決定したが群馬1区の候補者に関する発表はなかった。
同年10月15日、自民党本部は第49回衆院選の2次公認候補を発表した。中曽根は2次公認で群馬1区の公認が正式に決まった。一方、尾身は比例北関東ブロック単独での公認が決まった。2次公認の発表後、自民党本部の遠藤利明選対委員長は取材に対して、群馬1区を含む7つの調整難航区について「総合的に判断し今日の決定に至った」と答えた。自民党群馬県連幹事長の星名建市県議は取材に対して「党本部の結論が出た以上、一丸となって戦う」と述べた。

## 交友関係

### 他の政治家との関係
- 小泉進次郎はコロンビア大学大学院の同期[3]。2020年12月4日、康隆の政治資金パーティーに出席した進次郎は、「親の世代でいろいろあっても[注 10]仲良くしてくれる」「彼の努力が報われるよう一緒に頑張りたい」などと述べた[73]。
  - 中曽根は第49回衆院選用のいわゆる2連ポスターの相手として、小泉進次郎を選んだ[74]。そのほかに、地元の群馬県議会議員と中曽根の2連ポスターも作成された[74]。
- 参政党創設者の神谷宗幣へ対し、「日頃から仲の良い友人であり、心から尊敬する。」と2018年に述べている[75]（当時の神谷は参政党を設立する以前で、政治団体『龍馬プロジェクト』の代表だった）。
- 2024年の自民党総裁選においては、同じ志帥会に所属していた小林鷹之の推薦人に名を連ねた[76][77]。群馬県内では中曽根のほかに福田達夫衆院議員と清水真人参院議員も小林への支持を表明した[77]。上毛新聞の取材に対して、中曽根は決選投票での投票先は明らかにしなかった[78]。

### 統一教会との関係
- 2021年10月の衆院選の前月に世界平和統一家庭連合（旧統一教会）の教会で開かれた「中曽根氏を励ます会」に出席し、選挙支援を求めるあいさつをしていた[79][80]。事務所によると「励ます会」は群馬県内の2カ所の統一教会の教会で開かれた[79]。9月19日の前橋市の会場には40～50人、同27日の高崎市の会場には70～80人が集まった[79]。
- 中曽根の秘書が2020年1月19日、前橋市内であった旧統一教会関連団体主催のイベントに代理出席し、事務所から祝電を送っていた[79]。事務所の担当者は「旧統一教会の問題を指摘する報道が減り、ちゃんとした団体になったとの認識だった」と説明[79]。中曽根も「うかつに教会へ行ったことは反省している。二度と関わらないようにする」とコメントを出した[79]。
- 共同通信の「全国会議員712人アンケート 旧統一教会と政治の関係」というアンケート調査では、中曽根は統一教会との関係に対する4つの質問「献金、パーティー券購入の有無」「選挙活動への支援の有無」「集会への出席や祝電の有無」「政治家の支持表明への考え」の全てに対し無回答であった[81]。

### 祖父・康弘との関係
康隆が政治家を志すと決めたとき、康弘からは「チャンスは待っていても来ないから自分で掴みにいけ」と言われた。政治家になってから康弘が老衰で亡くなる2日前まで、康隆は祖父に近況報告を行い続けた。康隆は取材に対して「（祖父は近況報告を）うれしそうに聞いていました」と述べた。

### その他
- 男性アイドルグループ・嵐メンバーの櫻井翔は慶應義塾幼稚舎からの同級生[3][84][85]。

- 2018年の自民党国会議員内の年間党員獲得ランキングで10位を記録[53]。2020年のランキングで8位を記録[86]。

## 人物
- 中学在学中はサッカー部に所属[己 1]。高等学校・大学在学中はゴルフ部に所属した[3]。
- 実子は、2020年生まれの双子（男子と女子）である[83][己 1][己 3]。

## 選挙歴
| 当落 | 選挙                   | 執行日         | 年齢 | 選挙区             | 政党       | 得票数    | 得票率 | 定数 | 得票順位 /候補者数 | 政党内比例順位 /政党当選者数 |
| ---- | ---------------------- | -------------- | ---- | ------------------ | ---------- | --------- | ------ | ---- | ------------------ | ---------------------------- |
| 当   | 第48回衆議院議員総選挙 | 2017年10月22日 | 35   | 比例北関東ブロック | 自由民主党 | ーー票    | ーー   | 19   | /                  | 4/7                          |
| 当   | 第49回衆議院議員総選挙 | 2021年10月31日 | 39   | 群馬県第1区        | 自由民主党 | 11万244票 | 56.32% | 1    | 1/4                | /                            |
| 当   | 第50回衆議院議員総選挙 | 2024年10月27日 | 42   | 群馬県第1区        | 自由民主党 | 8万2455票 | 51.92% | 1    | 1/3                | /                            |

## 所属団体・議員連盟
- 超党派ママパパ議員連盟[己 4]
- 若者政策推進議連[87]
- 神道政治連盟国会議員懇談会
- 日本の尊厳と国益を護る会
- 責任ある積極財政を推進する議員連盟
- 日韓議員連盟[己 5]
- 自民党青年局[88]

## 家族・親族

### 中曽根家
- 曾祖父・松五郎 - 材木商
1889年（明治22年）生 - 1969年（昭和44年）没
- 曾祖母・ゆく - 中村庄造の妹
- 祖父・康弘 - 政治家、元首相
1918年（大正7年）生 - 2019年（令和元年）没
- 祖母・蔦子 - 元明治大学教授、小林儀一郎の三女
1921年（大正10年）生[89] - 2012年（平成24年）没[90]
- 父・弘文 - 政治家、元外務大臣、元文部大臣
1945年（昭和20年）生 -
- 母・真理子 - 旧姓は前川、文部科学官僚・前川喜平の妹、前川産業元社長・前川昭一の長女
- 妹・文子 - 日本交通株式会社代表取締役会長・川鍋一朗の妻
- 妻・友美 - 旧姓は佐藤、エフピコ社長・佐藤守正の長女[91][己 6]
1993年(平成5年)生 -
- 長男康昭・長女理美 - 双子

2020年（令和2年）生 -

### 前川家
母方の実家である。
- 曾祖父・喜作 - 前川製作所創業者
1895年（明治28年）生 - 1986年（昭和61年）没
- 祖父・昭一 - 前川製作所元社長
1927年（昭和2年）生[92] -
- 祖母・尚美 - 元内務官僚、奥野誠亮の従姉妹
- 大叔父・正雄 - 前川製作所顧問
1932年（昭和7年）生 -
- 伯父・喜平 - 官僚、前文部科学省事務次官[93]
1955年（昭和30年）生 -
- 叔母・マヤ - 小泉グループ株式会社、小泉和久の妻